# Кортни, Джоанн
Джоа́нн Ко́ртни (англ. Joanne Courtney; урождённая Тэ́йлор (англ. Taylor); род. 7 марта 1989, Эдмонтон) — канадская кёрлингистка, чемпион мира 2017 года среди женских команд.

## Достижения
- Чемпионат мира по кёрлингу среди женщин: золото (2017).
- Кубок мира по кёрлингу 2018/2019: золото (1 этап).
- Чемпионат Канады по кёрлингу среди женщин: золото (2017), серебро (2014, 2019, 2020, 2021), бронза (2015).
- Кубок Канады по кёрлингу: золото (2015, 2019), серебро (2014, 2016), бронза (2018).
- Континентальный Кубок по кёрлингу (в составе команды Северной Америки): золото (2015, 2016, 2018), серебро (2019).
- Чемпионат мира по кёрлингу среди смешанных пар: серебро (2017).
- Чемпионат Канады по кёрлингу среди смешанных пар: золото (2017), бронза (2018).
- Команда «всех звёзд» (англ. All-Star Team) чемпионата Канады среди женщин: 2017, 2019, 2021[2].

## Спортивная карьера
Начала заниматься кёрлингом с девяти лет.
До 2012 играла в команде, где скипом была Кристал Уэбстер (Калгари, Альберта), в 2012 перешла в команду скипа Валери Свитинг (Эдмонтон, Альберта). Занимала сначала позицию второго, с сезона 2013—2014 перешла на позицию третьего. Получила известность в мире кёрлинга благодаря своей агрессивной манере свипирования вместе с играющей в команде Свитинг на позиции первого Рашель Пидерни; также отличалась от других третьих (которые обычно являются вице-скипами) тем, что при бросках скипа не держала для него щётку в качестве мишени, а занималась свипированием (обязанности вице-скипа в команде Свитинг выполняет играющая второй Дана Фергюсон).
В сезоне 2014—2015 перешла в команду Рэйчел Хоман (Оттава, Онтарио), где выступает на позиции второго, заменив Элисон Кревьязак. С сезона 2020—21 после прихода в команду Сары Уилкс играет на позиции первого.

## Частная жизнь
В 2011 году окончила Университет Альберты по специальности «Сестринское дело» (англ. Bilingual Bachelor of Science in Nursing). Работает зарегистрированной медсестрой в Alberta Health Services.

## Команды
| Сезон                                               | Четвёртый (скип) | Третий            | Второй          | Первый (лид)     | Запасной                                                          | Турниры                                            |
| --------------------------------------------------- | ---------------- | ----------------- | --------------- | ---------------- | ----------------------------------------------------------------- | -------------------------------------------------- |
| 2005—06                                             | Кэйлин Парк      | Megan Anderson    | Jessie Hunkin   | Джоанн Тэйлор    |                                                                   | [ 5 ]                                              |
| 2006—07                                             | Кэйлин Парк      | Cary-Anne Sallows | Jessica Kaufman | Джоанн Тэйлор    | тренер: Heather Moore                                             | ЧКЮ 2007 (5 место)                                 |
| 2010—11                                             | Кристал Уэбстер  | Лори Олсон-Джонс  | Джоанн Кортни   | Samantha Preston |                                                                   |                                                    |
| 2011—12                                             | Валери Свитинг   | Лесли Роджерс     | Джоанн Кортни   | Рашель Пидерни   |                                                                   |                                                    |
| 2012—13                                             | Валери Свитинг   | Дана Фергюсон     | Джоанн Кортни   | Рашель Пидерни   |                                                                   |                                                    |
| 2013—14                                             | Валери Свитинг   | Джоанн Кортни     | Дана Фергюсон   | Рашель Пидерни   | Рене Зонненберг тренер: Taina Smiley                              | КООК 2013 (6-е место) · ЧК 2014                    |
| 2014—15                                             | Рэйчел Хоман     | Эмма Мискью       | Джоанн Кортни   | Лиза Уигл        | Шерил Кревьязак (ЧК) тренер: Ричард Харт                          | КК 2014 · ККК 2015 · ЧК 2015                       |
| 2015—16                                             | Рэйчел Хоман     | Эмма Мискью       | Джоанн Кортни   | Лиза Уигл        | тренер: Ричард Харт                                               | КК 2015 · ККК 2016                                 |
| 2016—17                                             | Рэйчел Хоман     | Эмма Мискью       | Джоанн Кортни   | Лиза Уигл        | Шерил Кревьязак (ЧК, ЧМ) тренер: Adam Kingsbury                   | КК 2016 · ЧК 2017 · ЧМ 2017                        |
| 2017—18                                             | Рэйчел Хоман     | Эмма Мискью       | Джоанн Кортни   | Лиза Уигл        | Шерил Кревьязак (КООК) Шерил Бернард (ЗОИ) тренер: Adam Kingsbury | КООК 2017 · ККК 2018 · ЗОИ 2018 (6 место)          |
| 2018—19                                             | Рэйчел Хоман     | Эмма Мискью       | Джоанн Кортни   | Лиза Уигл        | Шерил Кревьязак (ЧК) тренеры: Нолан Тиссен (КМ), Марсель Рок      | КМ 2018/19 (1 этап) · КК 2018 · ККК 2019 · ЧК 2019 |
| 2019—20                                             | Рейчел Хоман     | Эмма Мискью       | Джоанн Кортни   | Лиза Уигл        | Шерил Кревьязак (ЧК) тренер: Марсель Рок (ЧК)                     | КК 2019 · ЧК 2020                                  |
| 2020—21                                             | Рейчел Хоман     | Эмма Мискью       | Сара Уилкс      | Джоанн Кортни    | Даниэль Инглис тренер: Рэнди Фёрби                                | ЧК 2021                                            |
| 2021—22                                             | Рэйчел Хоман     | Эмма Мискью       | Сара Уилкс      | Джоанн Кортни    | тренер: Марсель Рок                                               | КООК 2021 (9 место)                                |
| 2021—22                                             | Эмма Мискью      | Сара Уилкс        | Эллисон Флэкси  | Джоанн Кортни    | Линн Кревьязак тренер: Марсель Рок                                | ЧК 2022 (13 место)                                 |
| Кёрлинг среди смешанных пар (mixed doubles curling) |                  |                   |                 |                  |                                                                   |                                                    |
| 2016                                                | Рид Карразерс    | Джоанн Кортни     |                 |                  |                                                                   | ЧКСП 2016 (13 место)                               |
| 2017                                                | Рид Карразерс    | Джоанн Кортни     |                 |                  | тренер: Джефф Стоутон (ЧМСП)                                      | ЧКСП 2017 · ЧМСП 2017                              |
| 2018                                                | Рид Карразерс    | Джоанн Кортни     |                 |                  |                                                                   | ЧКСП 2018                                          |
| 2020-21                                             | Даррен Молдинг   | Джоанн Кортни     |                 |                  |                                                                   | ЧКСП 2021 (16 место)                               |

(скипы выделены полужирным шрифтом)

## Комментарии
1. ↑  Даррен Молдинг Молдинг всю ночь на 21 марта страдал спазмами спины и не смог сыграть в раннем матче сессии 16 против команды Сагайдак / Лотт. Команда Кортни / Молдинг снялась с турнира. До этого момента они выиграли три матча из трёх[6].